# احمد قریشی
احمد قریشی، استاد و ریاست پیشین دانشگاه شهید بهشتی (دانشگاه ملی سابق) که از شهریور سال ۱۳۵۶ تا مهر ۱۳۵۷ این سمت را برعهده داشت.
قریشی همچنین، در هفتم آذر سال ۱۳۵۵ به ریاست هیئت اجرایی حزب رستاخیز انتخاب شد.
پرویز راجی آخرین سفیر شاهنشاهی ایران در بریتانیا در کتاب خود در خدمت تخت طاووس با ذکر ملاقات با قریشی در لندن می‌گوید: «به ذهنم رسید که آیا او نمی‌تواند به عنوان یک سفیر خوب [به جای اردشیر زاهدی] در واشینگتن مصدر کار شود؟ ولی بعداً به خودم گفتم: با توجه به عدم اعتماد شاه به افراد متفکر، اصولاً اندیشیدن به چنین مسائلی بیهوده است».
راجی به نقل از قریشی در ملاقات ۶ آذر ۱۳۵۷ با او در سفارتخانه ایران در لندن نوشته، او گفت: «اینکه امیدی به حمایت مردم از رژیم ــ برای حفظ قدرتش ــ داشته باشیم، واقعاً بی‌معناست. اگر شاه نتواند به زور متوسل‌شود، هیچ چاره‌ای جز رفتن ندارد، و دراین میان هم «گریز راه» دیگری برایش اصلاً متصور نیست …».